# Галерея Олдема
Галерея Олдема (англ. Gallery Oldham) — британская художественная галерея в культурном квартале Олдема в графстве Большой Манчестер (Англия). 

## История
Галерея была спроектирована архитекторской фирмой Pringle Richards Sharratt и построена в феврале 2002 года. Художественная галерея объединяет услуги регионального музея и галереи. Пристройка, которая включает в себя библиотеку и Центр непрерывного обучения, была открыта в апреле 2006 года. В здании есть современная библиотека и учебные заведения.

## Коллекция
Галереи включает широкие коллекции по искусству, социальной и естественной истории, экскурсионную работу, современное искусство, зарубежное искусство и работы, созданные с местными организациями.
В галерее хранится коллекция Олдема и большая часть коллекции более метрополитенского района Олдема.
В галерее хранятся работы местных художников, включая Хелен Брэдли, Уильяма Стотта и Алана Рэнкла, а также работы британских художников Лоуренса Стивена Лоури, Джона Уильяма Уотерхауса и Бриджет Райли. За последние годы в галерее собрана коллекция студийной керамики и представлены керамические работы современных мастеров.

## Выставочная деятельность
Хотя постоянная экспозиция в галерее отсутствует, она представлена четырьмя временными галереями, в которых проводятся выставки. Выставки сочетают туристические шоу с работами из собственной коллекции искусства, социальной истории и естествознания галереи.

## Галерея
- «Дьявольский» камин, резьба по песчанику, ок. 1846
- Джеймс Хоув Карс, «Олден в Глодвике», 1831
- Данте Габриэль Россетти, «Первое безумие Офелии», 1864
- Джон Уильям Уотерхаус, «Цирцея подаёт бокал Одиссею», 1891